# 石神堂町
石神堂町（いしがみどうちょう）は、愛知県名古屋市東区にあった地名。

## 地理
往還町の南にある東西方向の町筋である。

## 歴史
江戸時代には石神堂筋と称し、独立の町として成立したのは明治初頭になってからである。諸士、同心の屋敷地であった。

### 町名の由来
物部神社の別名である石神堂に由来する。

### 沿革
- 明治初年 - 愛知郡石神堂町として成立[4]。
- 1878年（明治11年）
  - 12月20日 - 名古屋区成立に伴い、同区石神堂町となる[4]。
  - 12月28日 - 穂積小路・弁天小路・山崎小路・旗小路を編入する[4]。
- 1889年（明治22年）10月1日 - 名古屋市成立に伴い、同市石神堂町となる[4]。
- 1908年（明治41年）4月1日 - 東区に編入され、同区石神堂町となる[4]。
- 1941年（昭和16年）12月10日 - 一部が水筒先町に編入される[5]。
- 1942年（昭和17年）
  - 10月20日 - 一部が車道町に編入される[5]。
  - 11月10日 - 一部が水筒先町に編入される[4]。
- 1981年（昭和56年）9月13日 - 全域が筒井二丁目および葵二丁目に編入され消滅[4]。